# 小花牻牛儿苗
小花尨牛儿苗（学名：Geranium pusillum）为牻牛儿苗科老鹳草属下的一个种。